# Carla Prina
Carla Prina (* 5. Dezember 1911 in Como; † 28. März 2008 in Cossonay) war eine italienische Malerin, die zur letzten Generation der italienischen Futuristen gehörte.

## Leben
Prina war das erste Kind von Mario Prina, einem Anwalt, und Marcella Lavizari, einer Adligen aus Veltlin. Die Familie war sehr wohlhabend. Von 1932 bis 1936 studierte Prina an der Accademia di Brera in Mailand unter dem Maler Aldo Carpi. Anschließend studierte sie ein Jahr am Istituto di Cultura in Rodi. Im Jahr 1937 wurde sie an der Académie de France à Rome aufgenommen, eine der wichtigsten Kunstakademien der Zeit.
Schon früh kam Prina im heimatlichen Como mit den Vertretern abstrakter Kunst in Berührung (Mario Radice, Manlio Rho, Carla Badiali, Aldo Galli). Diese hatten sich zur Künstlergruppe Antonio Sant’Elia zusammengeschlossen. Im Atelier Rhos lernte sie ihren späteren Ehemann, den Architekten Alberto Sartoris kennen. Sartoris war zu diesem Zeitpunkt eng mit der zweiten futuristischen Bewegung um den Turiner Künstler Luigi Colombo (Fillia) verbunden, stieß aber im Verlauf der 1930er Jahre zur Comer Gruppe rationalistischer Architekten und lernte dort Giuseppe Terragni kennen.
Im Jahr 1942 stellte die Gruppe ihre Werke auf der Biennale di Venezia im Futuristischen Pavillon aus, wodurch sie internationale Bekanntheit erlangte. Im selben Jahr heirateten Carla Prina und Alberto Sartoris und zogen in seine schweizerische Heimat in Lutry. Ein Jahr später stellte die Künstlergruppe aus Como auf der Quadriennale di Roma aus. Mit ihrem Ehemann und anderen Künstlern war Prina eine der Begründerinnen der Escuela de Altamira. Später zog das Ehepaar nach Cossonay im französischsprachigen Teil der Schweiz, wo sie 2008 im Alter von 96 Jahren starb.
Prinas Werke sind unter anderem in Barcelona, Céret d’Ales sowie Puerto de la Cruz ausgestellt.